# Henri Thiollière
Henri Thiollière (* 19. März 1922; † 29. September 2012) war ein französischer Skispringer.

## Werdegang
Thiollière gehörte bei den Olympischen Winterspielen 1952 in Oslo zur französischen Mannschaft. Im Einzelspringen am Holmenkollen stürzte er im ersten Durchgang bei 56,5 Metern. Damit lag er auf Rang 44. Im zweiten Durchgang sprang er auf 55 Metern, konnte den Sprung zwar stehen, jedoch konnte er sich damit nur auf Rang 43 der Wertung verbessern.